# La Neuve-Grange
La Neuve-Grange ist eine französische Gemeinde mit 389 Einwohnern (Stand 1. Januar 2022) im Département Eure in der Region Normandie (vor 2016 Haute-Normandie). Sie gehört zum Arrondissement Les Andelys und zum Kanton Gisors. Die Einwohner werden Neuve Grangais genannt.

## Geographie
La Neuve-Grange liegt etwa 55 Kilometer ostsüdöstlich von Rouen. Umgeben wird La Neuve-Grange von den Nachbargemeinden Morgny im Norden und Osten, Nojeon-en-Vexin im Süden sowie Puchay im Süden und Westen.

## Bevölkerungsentwicklung
| Jahr                       | 1962 | 1968 | 1975 | 1982 | 1990 | 1999 | 2006 | 2019 |
| Einwohner                  | 149  | 159  | 154  | 159  | 177  | 192  | 279  | 343  |
| Quellen: Cassini und INSEE |      |      |      |      |      |      |      |      |

## Sehenswürdigkeiten
- Kirche Saint-Pierre-aux-Liens